# 1960年ローマオリンピックのパキスタン選手団
1960年ローマオリンピックのパキスタン選手団（1960ねんローマオリンピックのパキスタンせんしゅだん）は、1960年8月25日から9月11日にかけてイタリアの首都ローマで開催された1960年ローマオリンピックのパキスタン選手団、およびその競技結果。

## メダル
| メダル | 選手名          | 競技       | 種目                       |
| ------ | --------------- | ---------- | -------------------------- |
| 金     |                 | ホッケー   |                            |
| 銅     | Muhammad Bashir | レスリング | フリースタイルウェルター級 |